# Ле-Татр
Ле-Татр (фр. Le Tâtre) — коммуна во Франции, находится в регионе Пуату — Шаранта. Департамент — Шаранта. Входит в состав кантона Бень-Сент-Радегонд. Округ коммуны — Коньяк.
Код INSEE коммуны — 16380.
Коммуна расположена приблизительно в 430 км к юго-западу от Парижа, в 140 км южнее Пуатье, в 40 км к юго-западу от Ангулема.

## Население
Население коммуны на 2008 год составляло 336 человек.
| 1962 | 1968 | 1975 | 1982 | 1990 | 1999 | 2008 |
| ---- | ---- | ---- | ---- | ---- | ---- | ---- |
| 322  | 301  | 313  | 290  | 329  | 314  | 336  |

## Администрация
| Период | Период | Фамилия     | Партия | Примечания |
| ------ | ------ | ----------- | ------ | ---------- |
| 1971   | 2008   | Клод Бессон |        |            |
| 2008   |        | Бернар Дес  |        | референт   |

## Экономика
В 2007 году среди 206 человек в трудоспособном возрасте (15—64 лет) 148 были экономически активными, 58 — неактивными (показатель активности — 71,8 %, в 1999 году было 71,2 %). Из 148 активных работали 130 человек (72 мужчины и 58 женщин), безработных было 18 (10 мужчин и 8 женщин). Среди 58 неактивных 15 человек были учениками или студентами, 19 — пенсионерами, 24 были неактивными по другим причинам.

## Достопримечательности
- Церковь Сен-Жан (XIII—XIV века), бывшая часовня комтурства тамплиеров. Памятник истории с 1992 года[3]

## Фотогалерея

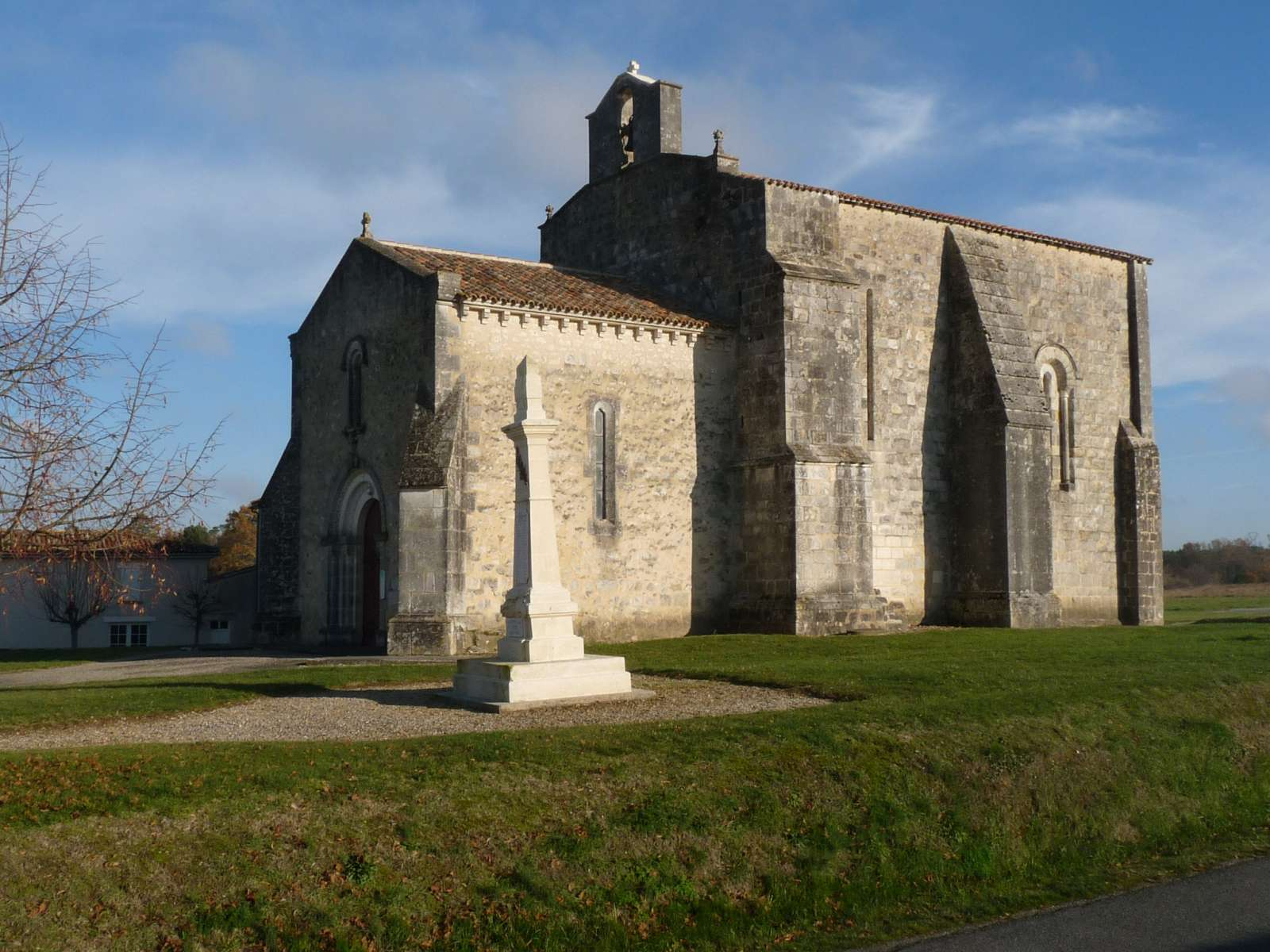
Церковь Сен-Жан
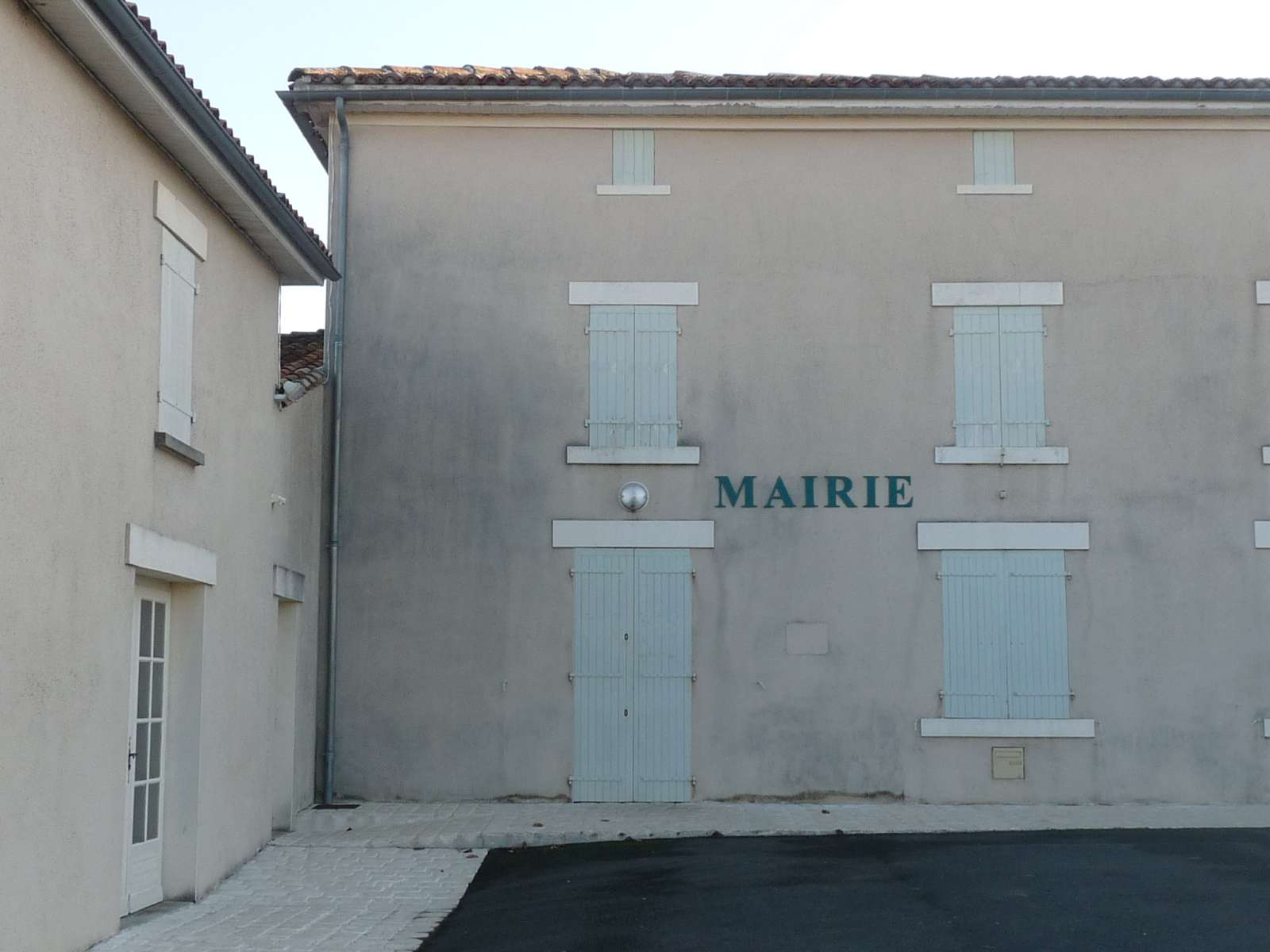
Мэрия
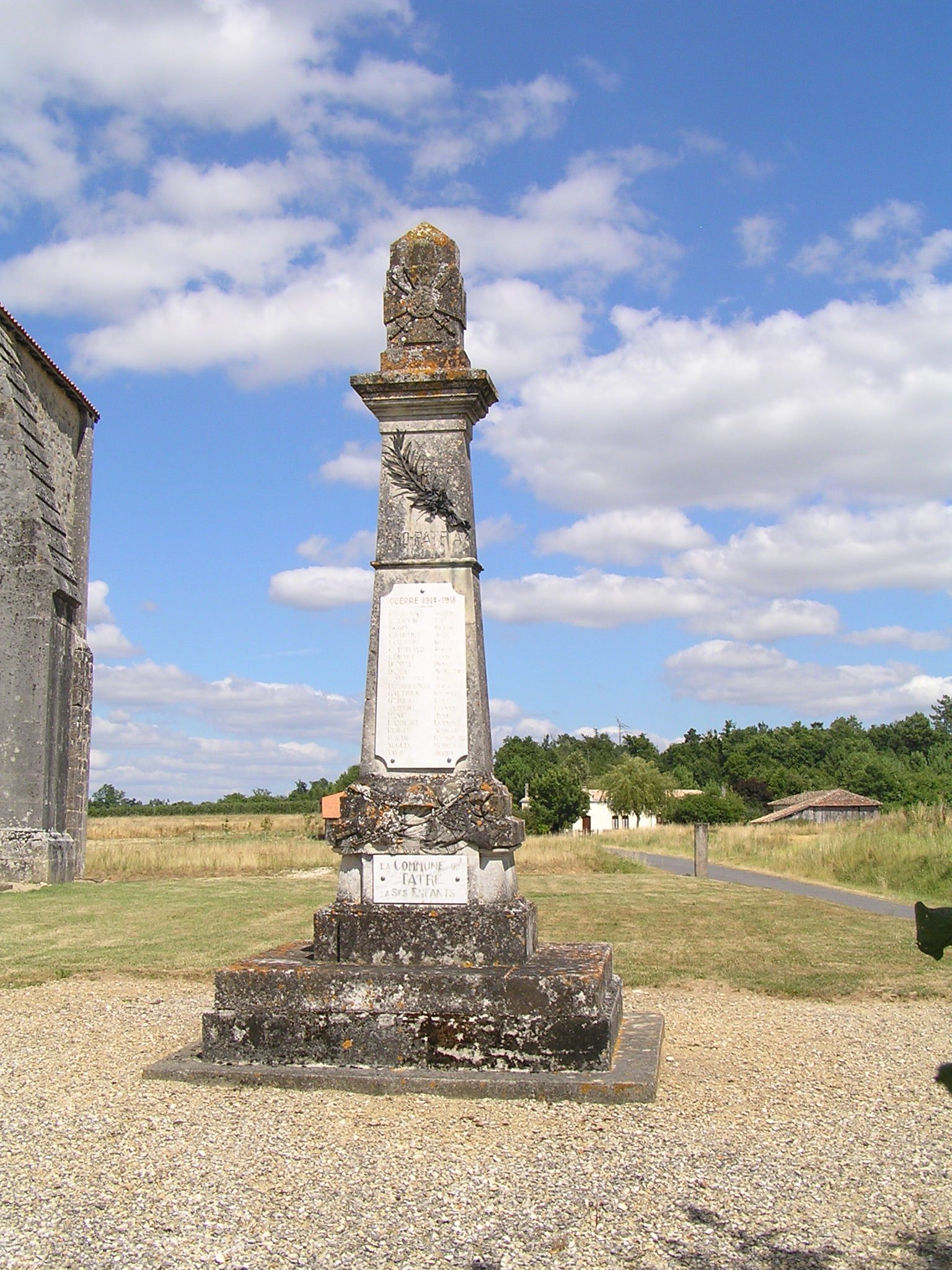
Военный мемориал
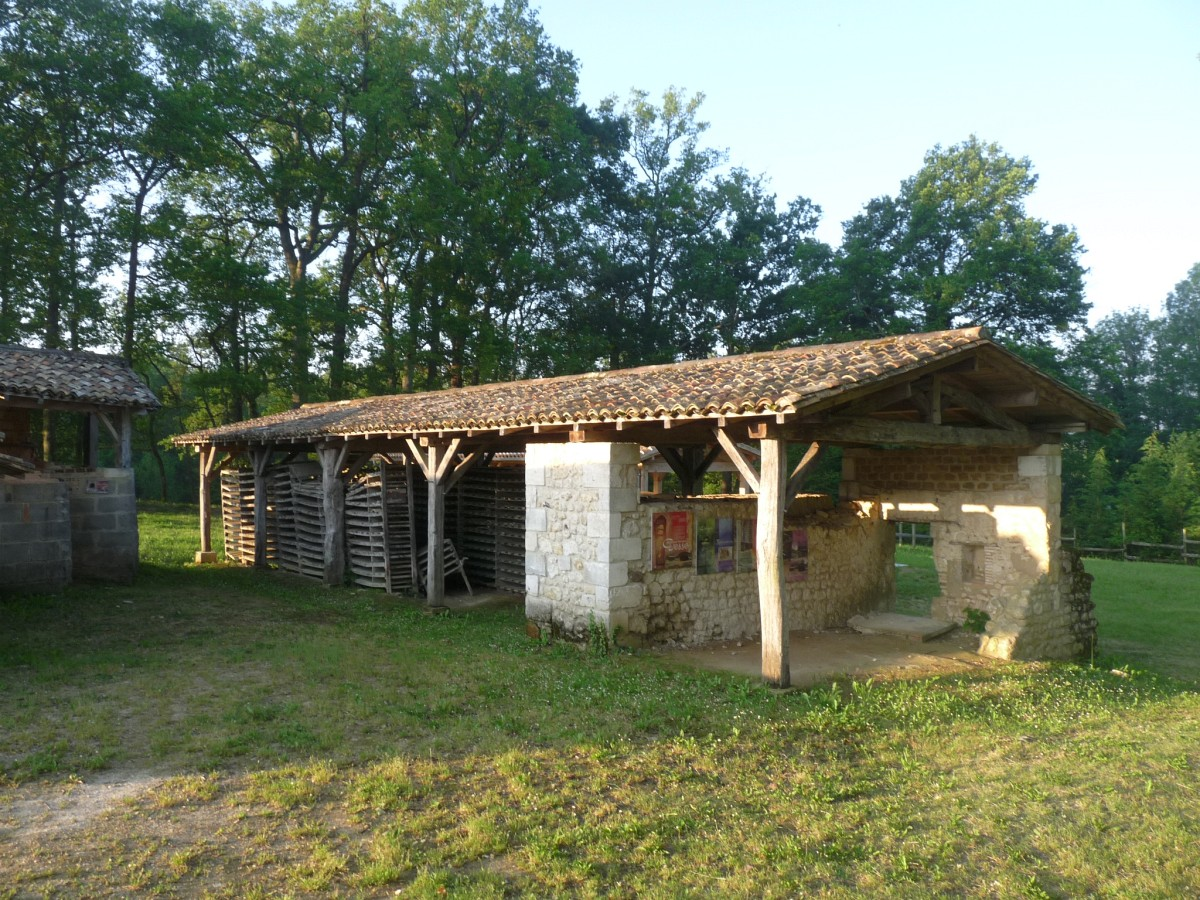
Бывшая черепичная фабрика